# A Violoncelista
A Violoncelista (The Cellist, em inglês no original) é o vigésimo primeiro título da série Gabriel Allon de Daniel Silva. Foi publicado em 13 de julho de 2021 e, posteriormente, alcançou o primeiro lugar na lista de mais vendidos do New York Times e o quarto lugar na lista do Los Angeles Times.
O enredo do livro decorre durante a pandemia do COVID-19 e imediatamente após as eleições presidenciais americanas de 2020, quando ocorreu o assalto ao Capitólio dos EUA em 6 de janeiro de 2021. 
Além de Allon e dos seus agentes dos serviços secretos israelitas habituais, em The Cellist também intervêm personagens de livros anteriores, neles se incluindo Sarah Bancroft e Christopher Keller, na luta de Allon para destruir o sistema de lavagem de dinheiro dos oligarcas russos e em primeiro lugar do seu presidente.

## Dedicatória
O Autor dedica este livro, para além de à esposa e filhos, como é usual em livros anteriores, "aos agentes da Polícia do Capitólio dos Estados Unidos e da Polícia Metropolitana de Washington que defenderam a nossa democracia em 6 de janeiro de 2021".:Início

## Citações
O Autor faz duas citações no início deste livro::Início
- Cleptocracia (kléptōkratía) Um corpo governante ou organização de ladrões - The Oxford English Dictionary

- Na Rússia poder é riqueza, e riqueza é poder - Anders Åslund, Russia´s Crony Capitalism

## Resumo
Viktor Orlov trava uma luta de longa data com a morte. Outrora o homem mais rico da Rússia, agora reside no exílio em Londres, onde desenvolve uma cruzada contra os cleptocratas que tomaram o controle do Kremlin. A sua mansão é protegida por guarda-costas armados. No entanto, de alguma forma, numa noite chuvosa de verão, no meio de uma pandemia global, o presidente vingativo da Rússia finalmente consegue riscar o nome de Orlov da sua lista de gente a aniquilar.
"Diante dele estava o fone do telefone fixo, um copo meio vazio de vinho tinto e uma pilha de documentos...":15
Os documentos estão contaminados com um agente nervoso mortal. A Polícia Metropolitana conclui que foram entregues por um dos empregados de Orlov, uma destacada repórter de investigação. E quando a repórter desaparece horas depois do assassinato, o MI6 conclui que ela é uma assassina enviada pelo Moscow Center que penetrou nas formidáveis defesas do bilionário. Mas Gabriel Allon acredita que os seus amigos dos serviços secretos britânicos estão perigosamente enganados. A busca de Allon pela verdade do assassinato leva-lo-á a Genebra, onde um serviço de informações privado russo está a tramar um ato de violência que mergulhará no caos os EUA que se encontram profundamente divididos. Somente Allon, com a ajuda de uma jovem brilhante empregada no banco mais sujo do mundo, pode neutralizar o complot russo.:Contracapa

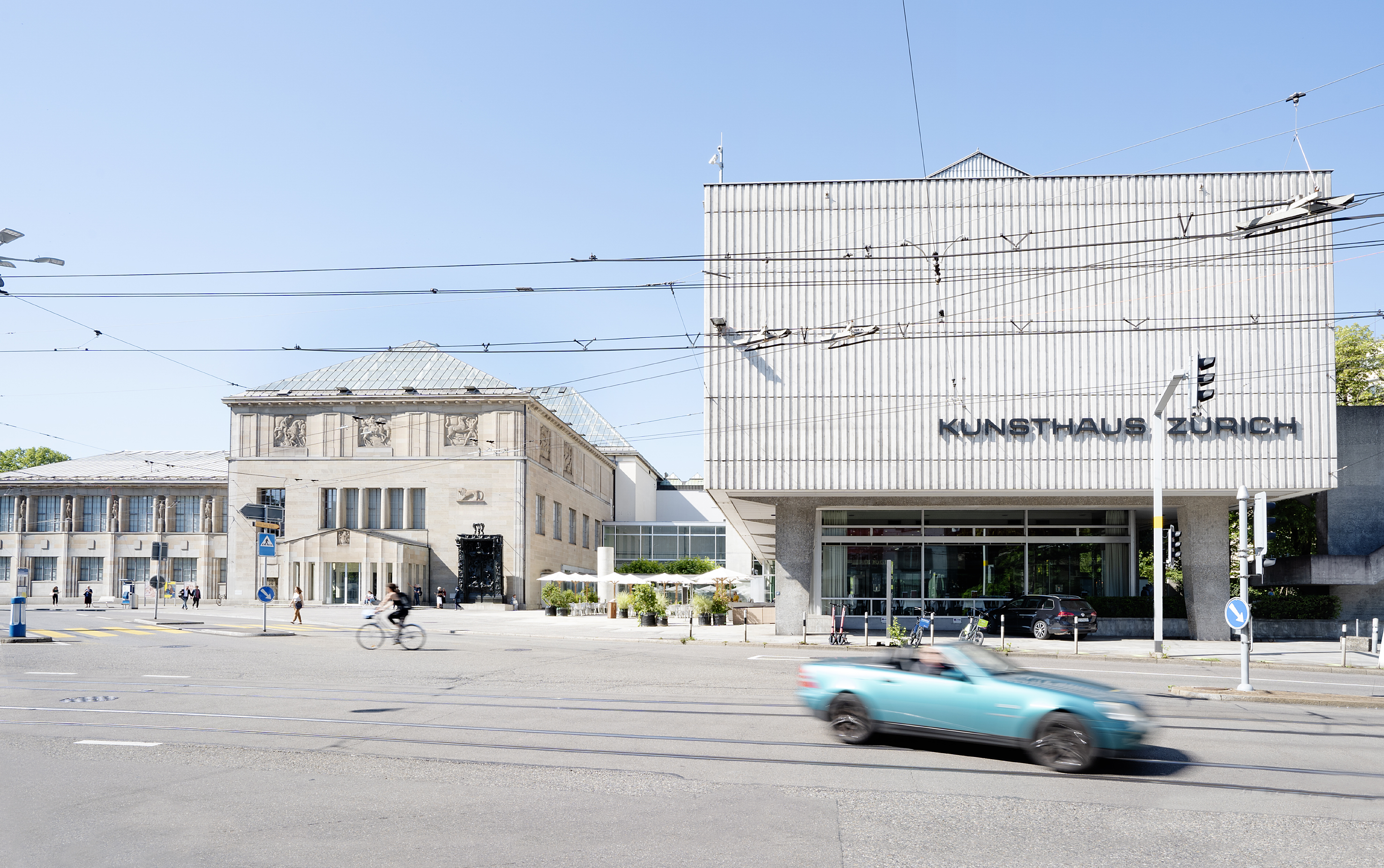
Kunsthaus Zürich, onde decorre uma cena importante do enredo

## Nota do Autor
No final do livro, em Nota de Autor, Daniel Silva procede a alguns esclarecimentos sobre a relação com a vida real de vários locais, pessoas, acontecimentos.:471:484

### Tocadora de alaúde
Daniel Silva refere que em Londres não existe a Isherwood Fine Arts, galeria privada de que é diretora a personagem Sarah Bancroft, que também é uma ex-agente da CIA, mas existe a galeria de Mestres Antigos do seu amigo Patrick Matthiesen, e que este brilhante historiador de arte nunca permitiria que uma pintura erradamente atribuida a Artemisia Gentileschi permanecesse adormecida no seu depósito durante quase meio século, como acontece no livro. A pintura descrita em A Violoncelista como sendo a Tocadora de Alaúde não existe, mas, se existisse, deveria ser muito parecida com a Tocadora de Alaúde criada pelo pai de Artemisia, Orazio Gentileschi, que se encontra na Galeria Nacional de Arte de Washington.:471

### Covid-19
O Autor refere que sempre que possível tentou descrever as condições existentes e as restrições impostas pelos governos dos locais da ação. Mas sempre que necessário deu-se à liberdade de narrar sem se sujeitar ao peso esmagador da pandemia, tendo escolhido a Suíça como o principal cenário de "A Violocelista" porque lá a vida decorreu grandemente como usual até novembro de 2020. Ainda assim, uma recepção e um concerto privados no Kunsthaus de Zurique, mesmo por uma causa tão valiosa como a democracia, não poderia ter ocorrido em meados de outubro daquele ano.:472

### Janine Jansen
Daniel Silva pede desculpa a Janine Jansen pela eventual pouco lisonjeira comparação com a personagem Anna Rolfe. Janine Jansen é considerada uma das melhores violonistas da sua geração e Anna existe apenas na imaginação do autor, tendo esta entrado pela primeira vez num livro da série Gariel Allon em O Assassino Inglês.:472

### Deutsche Bank
O Autor refere que foi o Deutsche Bank AG, não o fictício RhineBank, quem financiou a construção do campo de extermínio em Auschwitz e a fábrica nas proximidade que fabricava os peletes de Zyklon B. E que foi o Deutsche Bank que ganhou milhões de marcos nazis através da arianização de empresas cujos proprietários eram judeus. Ainda segundo o Autor, o Deutsche Bank incorreu em multas enormes de vários milhares de milhões de dólares por ajudar países como  Irão e a Síria a fugir às sanções económicas dos EUA, por manipulações da LIBOR, por vender títulos com base hipotecária tóxicos a investidores desinformados e por lavagem não comunicada de ativos russos manchados no valor de milhares de milhões através da sua assim designada "Russian Laundromat". Refere ainda o Autor que em 2007 e 2008 o Deutsche Bank disponibilizou uma linha de crédito de $1 mil milhões ao VTB Bank, um banco controlado pelo Kremlin que financiava os serviços secretos russos e permitia empregos encobertos a agentes russos em ação no exterior. O que, para Daniel Silva, significa que o maior emprestador alemão, com ou sem conhecimento, foi um parceiro silencioso da guerra de Putin contra o Ocidente e a democracia liberal.:473

### Donald Trump
O Autor refere que após tomar posse, Donald Trump acumulou elogios a bandidos autoritários, recebeu populistas anti-democráticos europeus na Casa Branca, travou os esforços de promoção da democracia pelo mundo e dificultou relações com os aliados tradicionais como Reino Unido, Alemanha, França e Canadá.:476
E em certa ocasião, numa reunião na Sala Oval com o ministro dos negócios estrangeiros e o embaixador russos, Trump divulgou informações altamente secretas fornecidas por um aliado do Médio Oriente, informação tão reservada que não foi partilhada no governo americano. Este aliado no Médio Oriente era Israel, tendo a fuga de informação pôsto em risco uma operação que tinha permitido aos serviços secretos de Israel ter acesso ao funcionamente mais recôndido do Estado Islâmico na Síria.:476
Mas, para Daniel Silva, o mais preocupante foi a determinação de Trump de retirar os EUA da NATO, um dos alicerces da ordem global pós-guerra (II Guerra Mundial). Um antigo Chefe de Gabinete da Casa Branca, John Kelly, disse que estava convencido que "uma das tarefas mais difíceis que enfrentou" foi tentar impedir Trump de sair da aliança. Já John Bolton, após ter resignado ao cargo de conselheiro de segurança nacional, disse que estava convencido que Trump sairia da Nato se fosse eleito para um segundo mandato.:476
A obsessão de Trump, segundo Silva, para minar a NATO, e a sua singular fidelidade a Putin, levantou questões inquietantes em relação à sua lealdade, tal como decorreu do seu desempenho na cimeira em Helsínquia em Julho de 2018. Com Putin ao seu lado, Trump desafiou a conclusão dos seus próprios serviços de informação de que Moscovo se tinha imiscuido nas eleições norte-americanas. Mesmo companheiros republicanos o criticaram, incluindo John McCain que considerou estas afirmações "as mais desgraçadas" de um Presidente americano de que havia memória.:476-477
A este respeito, Silva cita um afirmação de Thomas L. Friedman, no New York Times: "Há provas esmagadoras de que o nosso presidente, pela primeira vez na nossa história, deliberadamente, ou por negligência grosseira ou devido à sua personalidade retorcida, se comportou de forma traiçoeira".:477
Silva refere que Friedman não estava sozinho neste tipo de preocupações. De acordo com Bob Woodward, no seu livro Rage, Dan Coats, um antigo senador pelo Indiana e o primeiro director dos serviços de informação de Trump, receava que este estava a agir como um agente russo, e "continuou a sentir a crença secreta, que aumentou em vez de diminuir, ainda que não baseada em prova de informaçao, de que Putin tinha algo que comprometia Trump". Coats ficou alarmado com os continuados esforços de Trump para esconder os detalhes dos seus frente-a-frente com Putin, tendo chegado ao ponto de, numa reunião em Hamburgo, ter apanhado as notas manuscritas do seu tradutor. De acordo com o Washington Post, não existem registos detalhados, em quaisquer ficheiros do Estado norte-americano, dos cinco encontros entre Trump e Putin.:477-478